# Kredsløbsdiagram
 For alternative betydninger, se Diagram.
Et kredsløbsdiagram (også kendt som et elektrisk diagram) er en simplificeret grafisk repræsentation af et elektrisk kredsløb. Et kredsløbsdiagram viser kredsløbets komponenter som simplificerede standard symboler. Kredsløbsdiagram viser også forbindelser mellem enheder, inklusiv eksterne elektriske effektforbindelser og signalforbindelser. Komponenternes arrangement og indbyrdes forbindelser svarer ikke til deres fysiske placering i det færdige apparat.
Til forskel fra et blokdiagram eller layoutdiagram – viser et kredsløbsdiagram de faktiske anvendte elektriske forbindelser.
Kredsløbsdiagrammer anvendes ved design af elektriske kredsløb, konstruktion (såsom PCB-layout) og ved vedligeholdelse af elektrisk og elektronisk udstyr.

## Symboler
Kredsløbsdiagram symboler er forskellig fra land til land og er blevet ændret over tid, men for en stor dels vedkommende er de blevet internationalt standardiseret. Simple komponenter havde ofte symboler hvis hensigt var at repræsentere nogle træk ved enheden. For eksempel er symbolet for en modstand vist her dateret tilbage til dagene hvor denne komponent mange gange blev lavet af en lang stykke tråd spolet så den havde så lille en spolevirkning (induktans) som muligt, hvilket ellers ville have ladet blive til en spole. Disse trådviklede modstande bliver i dag primært anvendt til højeffekt anvendelser, effektmæssig mindre modstande bliver senere støbt af kulstofmasse (en blanding af kulstof og filler) eller som i dag fabrikeret som et isoleret rør (f.eks. porcelæn) eller chip overtrukket med med kulstoffilm eller en metalfilm. Det internationalt standardiserede symbol for en modstand er derfor i dag simplificeret til at være en aflang hul kasse, nogle gange med modstandsværdien i ohm skrevet indeni kassen, i stedet for tidligere tiders zig-zag symbol.

### Tidligere og nuværende symboler
Tidligere var en elektrisk forbindelse mellem krydsende ledninger blot vist med en krydsning; én ledning som krydsede uden elektrisk forbindelse "hoppede over" den anden blev vist med en lille halvbue over den anden ledning.  Med ankomsten af computeriseret tegning, bliver en elektrisk forbindelse mellem krydsende ledninger vist med en prik, og en isoleret krydsning som en krydsning uden en prik. Men det var let at forvirre disse to repræsentationer hvis prikken blev tegnet for småt eller udeladt. Moderne praksis er at undlade "krydsning med prik"-symbolet og i stedet at tegne to krydsende ledning som mødes elektrisk, ved at klippe den ene ledning over og forbinde enderne hver for sig til den anden ledning.

 
Det er også almindeligt at anvende en hybrid form, visende elektriske forbindelser som et kryds med prik, hvorimod en isoleret krydsning vises med halvcirkel.

### Symbolmærkning
På kredsløbsdiagrammer bliver symboler for komponenter mærket med med en deskriptor eller reference designationskode som svarer til en komponent på komponentlisten. For eksempel, C1 er den første kondensator, L1 er den første spole, Q1 er den første transistor – og R1 er den første modstand (bemærk at tallene ikke skrives som et nedre indeks, som i R1, L1,…). Ofte angives komponentens værdi eller typenummer i diagrammet ved siden af komponenten, men detaljerede specifikationer angives i komponentlisten.
Detaljerede regler for reference designationskode som angives i den internationale standard IEC 61346.